# Petauroides armillatus
Petauroides armillatus — вид планерних сумчастих, що походить із центрального узбережжя східної Австралії.

## Таксономія
Спочатку він був описаний як підвид Petauroides volans. У 2012 і 2015 роках кілька польових довідників вказали, що Petauroides volans розділений на 3 види, що було підтверджено аналізом 2020 року, який виявив значні генетичні та морфологічні відмінності між трьома видами.
Є деякі докази гібридизації між цим видом і P. minor поблизу північного краю його ареалу.

## Опис
Цей вид є проміжним за розміром між P. volans і P. minor. Він схожий на P. minor за довжиною тіла, і схожий на P. volans за довжиною і шириною вуха. Його можна відрізнити від двох інших видів за коричнево-сріблястою шкірою з темно-коричневим обличчям, ногами та хвостом і кремовою нижньою стороною.